# ズグロチドリ
ズグロチドリ（頭黒鵆、頭黒千鳥、Thinornis cucullatus）とは、チドリ目チドリ科に分類される鳥類。オーストラリアに生息する、黒い頭部が特徴の小型～中型のチドリ類である。

## 名称
英語ではHooded PloverまたはHooded Dotterelと呼ばれる。 
その他、ドイツ語ではGürtelregenpfeifer, Kappenregenpfeifer, Mönchsregenpfeifer、フランス語ではGravelot à camail, Pluvier à camail、スペイン語ではChorlitejo Encapuchado, Chorlito Encapuchado、イタリア語ではCorriere dal cappuccio, Corriere monaco、ロシア語ではАвстралийский зуёк、中国語では黑头鸻または翎鴴とよばれる。

### シノニム
- Charadrius cuculatus [1] Vieillot, 1818
- Charadrius rubricollis[1][4] Gmelin, 1789
- Thinocorus cucullatus[1]
- Thinornis cucullatus [1]
- Thinornis rubricollis[1][2][3][4] (Gmelin, 1789),

## 亜種
現在、以下の2亜種が確認されている。
- T. c. cucullatus (Vieillot, 1818) オーストラリア南部の亜種。クイーンズランド、ニューサウスウェールズ、タスマニア及び周辺の島嶼。3000羽ほどで、減少している[5][6][7]。
- T. c. tregellasi  (Mathews, 1912)[8] 西オーストラリアの海岸と内陸の湖沼、クランブルック（英語版）、ヤルゴラップ国立公園（英語版）[9][10]。4000羽ほどおり、数は安定している[5][6][7][8]。

## 形態
全長19-23cm。
ずんぐりしている。
黒い頭巾（頭頂と喉）
と黒い肩掛けを持つ。アイリングと嘴は赤く、嘴の先は黒い。後頸、胸の側、背は地味な灰色味がかった茶色。成鳥はほかのどんな渉禽類よりも白い後襟（後頸）が目立つ。ミユビシギは本種によく似るが、白い後襟を欠き、嘴と脚が黒く、肩は暗色である。
幼鳥は全体的により地味で、成鳥では黒色である頭巾、耳当て、肩が砂色がかった茶色となっている。また微かにスカラップ形の砂色がかった黒い背と地味な黄味がかった脚をもつ。「下襟」は汚灰色。
飛翔時は、太い白色の翼帯、また尾と腰が暗色で白く縁どられていることが観察できる。

## 生態

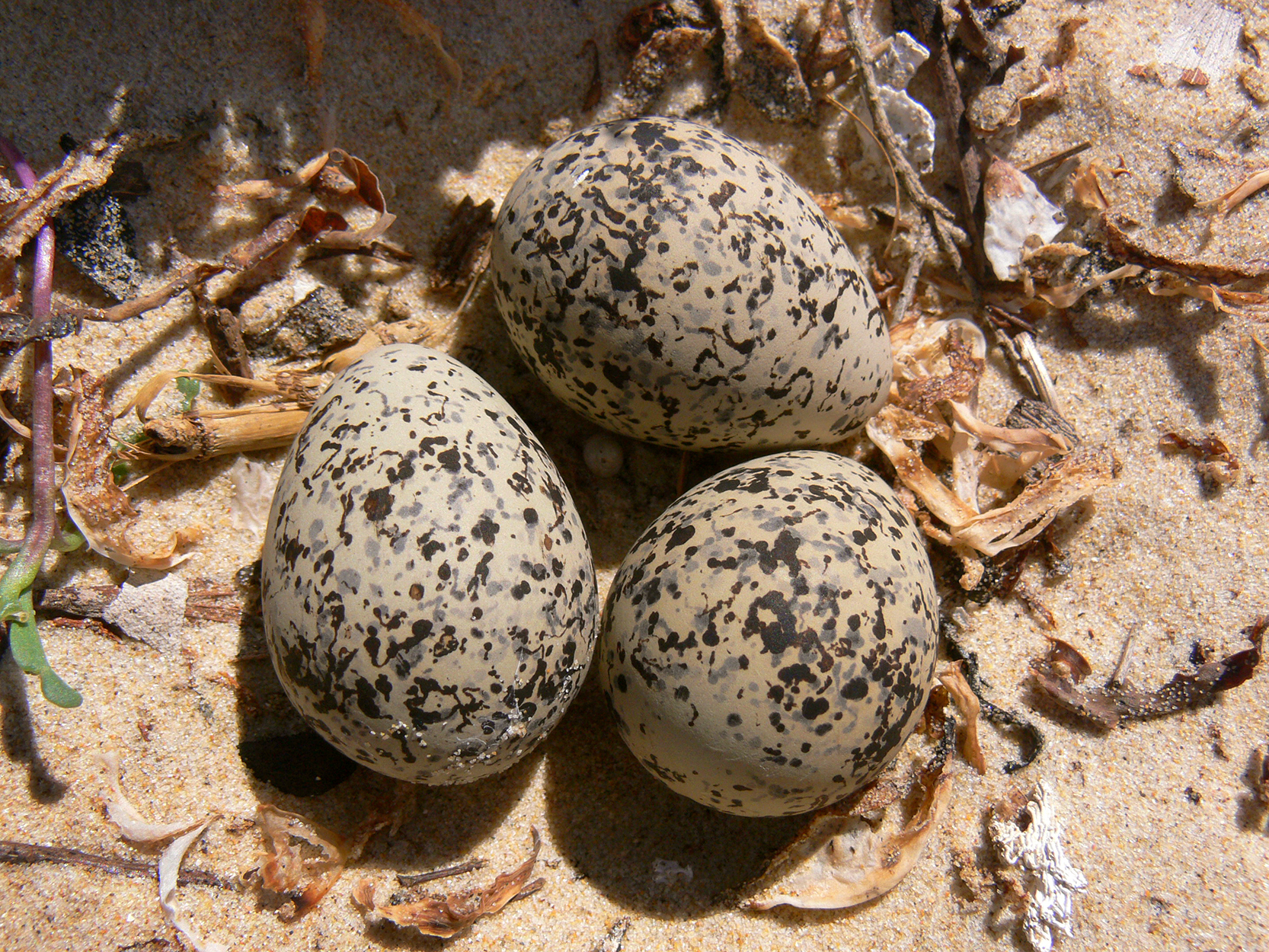
本種の卵。

生息環境は海藻や漂着物に富んだ幅広い砂浜や湾、または砂丘に隣接した原野や雑草の多い岩棚や岩礁で、時折干潟にみられる。また、沿岸の湖沼や西オーストラリア内陸部の塩湖でもみられる。
番、家族、冬季のより大きな群れは漂着物や消えかかる波のふちをうろうろしている。観察者に背を向け、足跡の上で蹲る。
短く甲高い鳴き声で、'peet-peet...'、'pee-oo'または'prip, prip'と鳴く。または'fow-fow'と吠える。
飛翔時は、'kew kew'と吠える。
繁殖期は9月から翌1月。
巣は、砂の上に浅く掘って作られ、2-3個の汚れた淡黄色の卵を産む。しばしば海岸漂着物の近くに産む。

## 分布
定着性（留鳥）。オーストラリア固有種。危急種。
普通、タスマニア、南オーストラリアとオーストラリア南東部の砂浜、そして西オーストラリア南部の塩湖にみられ、東部の塩湖では見られない。南部の砂浜では稀（～局地的によく見られる）、西部の塩湖では季節的な渡り鳥として見られ、喧騒に対して脆弱で、ニューサウスウェールズでは危機に瀕している。
より詳細には、適した生息地はおよそジャービス湾（ニューサウスウェールズ）から、南はバス海峡を通ってタスマニア（主要な生息地）、西は南オーストラリアのグレートオーストラリア湾の海岸線までにとどまる。西オーストラリアでは海岸に沿って、西はIsraelite Bayから北はジュリアンベイ(英語版)まで分布し、偶発的にAbrolhosやシャーク湾で見られることもある。バーリー湖のような内陸の塩湖、そして南は南オーストラリアで見られる。